# Dwadzieścia8k
Dwadzieścia8k (ang. Twenty8k) – brytyjski thriller z 2012 roku w reżyserii Davida Kewa i Neila Thompsona. Wyprodukowany przez Showbox Media Group Ltd. W filmie występują Parminder Nagra, Jonas Armstrong, and Stephen Dillane.

## Opis fabuły
Deeva (Parminder Nagra), młoda Brytyjka hinduskiego pochodzenia, dowiaduje, że jej młodszy brat został wrobiony w morderstwo. Kobieta wraca z Paryża do rodziny. Wkrótce wchodzi w drogę związanemu z mafią Edwardowi (Stephen Dillane), czym ściąga na siebie niebezpieczeństwo.

## Obsada
- Parminder Nagra jako Deeva Jani[1]
- Jonas Armstrong jako Clint O'Connor[1]
- Nichola Burley jako Andrea Patterson[2]
- Kaya Scodelario jako Sally Weaver[3]
- Michael Socha jako Tony Marchetto[2]
- Kierston Wareing jako Francesca Marchetto[2]
- Stephen Dillane jako DCI Edward Stone[1]